# 請願権
請願権（せいがんけん）とは、国や地方公共団体の機関に対して、その職務に関する事項についての希望・苦情・要請を申し立てる権利。

## 概説
請願は、国民による政治参加が認められず、政治上の言論の自由が確立されていなかった時代には、民情を為政者に訴えあるいは権利の救済を求めるための、ほとんど唯一の手段であった。請願権を法制度上において最初に保障したのは1689年のイギリス権利章典である。近代的な議会制度が確立された後も、選挙権が一部の特権階級のみ限定されていた時代には、なお政治上重要な機能を果たした。その後の普通選挙制の確立と言論の自由の拡大により請願権は元来の重要性を減じてきたものの、選挙以外の場で主権者たる国民の意思を国政に反映させるものとしての意義を失っているわけではない。
欧州連合基本権憲章第44条も欧州連合内の全ての自然人と法人に対して請願権を保障している。

## 法的性格
従来、請願権は請願の受理を求める権利であるとの理解から国務請求権（受益権）に分類されてきたが、現代の請願は民意を直接に議会や政府に伝えるという意味が重要視されており参政権的機能をも有するものと理解されている。請願権を参政権に分類する学説もあるが、請願権は国家意思の決定に参与する権利ではないから典型的参政権とは異なる補充的参政権として捉えられることがある。

## 日本

### 大日本帝国憲法（明治憲法）
大日本帝国憲法（明治憲法）は請願について第30条に規定を置いていた。明治憲法においては、請願権は一応認められていたと言いうるが、請願の内容や方法については制限され皇室典範も含め憲法に関する事項や裁判の関与する事柄は許されなかった。
これを具体化する法令として請願令（大正6年勅令37号）が定められていた。
請願を受けた機関に応答義務はなかった。
また、帝国議会の各院に対する請願については大日本帝国憲法第50条に規定があった。
明治憲法において、「提出」の文字は７か所で使用されており、「呈出」の文字は、この第５０条１か所のみである。
議院に呈出された請願書の内容は、請願委員会の検閲を受けた。

### 日本国憲法
日本国憲法は請願権について第16条に規定を置いている。
この条文が定める権利には、請願法5条の「これ（請願書）を受理し誠実に処理しなければならない」という義務が対応する。しかし、義務の内容について政府は、「請願を受理した官公署に対して、請願者にその処理の経過や結果を告知する義務までを負わせるものではない」と述べている。

#### 請願の主体
請願は国政に関する決定権たる意味を有するものではないから外国人も行うことができると解されている（通説）。また、法人も請願を行うことができる（請願法第2条参照）。この「何人も」に天皇が含まれるかについて通説はない。

#### 請願の客体
憲法第16条の「損害の救済、公務員の罷免、法律、命令又は規則の制定、廃止又は改正」は例示であり、請願の対象は一切の国務・公務に関する事項に及ぶ。
ただし、裁判に関する請願については問題があり否定説と肯定説がある。裁判に関する請願について、否定説は司法権の独立の観点から係属中の裁判事件に干渉する請願等は許されないとし、肯定説は請願は希望の陳述にすぎないのであるから除外する理由はないとする。なお、旧請願令は明文で裁判に干預する請願を禁じていたが、請願法には特に限定する規定は設けられていない。

#### 請願の内容
請願権は公の機関に対して希望を陳述する権利であり、請願を受けた機関は誠実にそれを処理する義務（請願法第5条）を負うが、請願内容に応じた措置をとるべき義務を負うことはなく、一般に、何らかの法律上の効果を派生させるものでもない。公の意思は公の手続で決定されるもので一国民の意思で決定すべきものではないからである。

#### 請願の手続
- 請願法

請願の一般的な手続については請願法が定めている。請願は、住所氏名を記して、所轄の官公庁（不明な場合は内閣）に書面で提出しなければならない（請願法第2条、第3条）。
- 国会法・衆議院規則・参議院規則

国会の各議院（衆議院・参議院）に対する請願は国会法（第79条-第82条）、衆議院規則、参議院規則に定めがある。
国会の請願は、議員の紹介によってなされなければならず、委員会の審議を経て議院によって採決される。採択されたものは内閣に送付される。内閣はその処理について国会に報告しなければならない。
請願法の定める誠実処理義務について、「国会への請願及び地方議会への請願は、請願法の適用はない」、あるいは、「請願法第1条には「別に法律の定める場合を除いては」という意味は、地方自治法第124条に該当するので、議会への請願に関しては、請願法の適用はないのは明らか」という説がある。この論を採用して請願書の処理を疎かにする地方議会もあるが、これに対しては、請願法の定める誠実に処理するという義務規定が排除されると対極の権利も無となり請願は権利でなくなるという論もある。
- 行政手続法

請願権を行使する手続きは行政手続きであり、一般法としては行政手続法が適用される。これに関する論説はない。
- 地方自治法

地方公共団体の議会に対する請願は地方自治法に定めがある。
普通地方公共団体の議会に請願しようとする者は、議員の紹介により請願書を提出しなければならない（第124条）。
この「議員の紹介」が議員の権利であるか義務であるかについては議論があり、「請願紹介権であり、議員の地位に基づく固有の権利である」とされ、「請願の内容に賛意を表するものでなければ紹介すべきものでない」（昭和２４年行政実例）、「請願の内容に賛同できない議員が、その紹介議員となることは許されない」とされるが「紹介議員は必ずしも請願の趣旨に賛成する者である必要はない」ともされる。拒否権があるとすれば、明治憲法の請願における検閲と同様ではないか、との異論もある。「議員の紹介」は公務であるから当該公務を行う公務所の所在が問われるが不明であり、これに関する論説はない。
普通地方公共団体の議会は、その採択した請願で当該普通地方公共団体の長、教育委員会、選挙管理委員会、人事委員会若しくは公平委員会、公安委員会、労働委員会、農業委員会又は監査委員その他法律に基づく委員会又は委員において措置することが適当と認めるものは、これらの者にこれを送付し、かつ、その請願の処理の経過及び結果の報告を請求することができる（第125条）。
- 刑事収容施設及び被収容者等の処遇に関する法律（旧監獄法第7条）

旧監獄法第7条は在監者の請願について定めていた。この旧監獄法第7条の手続は請願の一種と解されていた。監獄法はのちに刑事施設ニ於ケル刑事被告人ノ収容等ニ関スル法律に改題され、2007年に新たに刑事収容施設及び被収容者等の処遇に関する法律が制定された。刑事収容施設及び被収容者等の処遇に関する法律は第166条以下に苦情の申出の規定を設けている。